# Ламонт (Оклахома)
Ламонт (англ. Lamont) — місто (англ. town) в США, в окрузі Грант штату Оклахома. Населення — 301 особа (2020).

## Географія
Ламонт розташований за координатами 36°41′29″ пн. ш. 97°33′30″ зх. д. / 36.69139° пн. ш. 97.55833° зх. д. (36.691320, -97.558245).  За даними Бюро перепису населення США в 2010 році місто мало площу 0,87 км², уся площа — суходіл.

## Демографія
Згідно з переписом 2010 року, у місті мешкало 417 осіб у 153 домогосподарствах у складі 111 родини. Густота населення становила 477 осіб/км².  Було 210 помешкань (240/км²).
Расовий склад населення:
| - 94,0 % — білих - 1,0 % — корінних американців - 3,4 % — осіб інших рас |

До двох чи більше рас належало 1,7 %. Частка іспаномовних становила 7,9 % від усіх жителів.
За віковим діапазоном населення розподілялося таким чином: 30,9 % — особи молодші 18 років, 56,6 % — особи у віці 18—64 років, 12,5 % — особи у віці 65 років та старші. Медіана віку мешканця становила 33,7 року. На 100 осіб жіночої статі у місті припадало 94,9 чоловіків;  на 100 жінок у віці від 18 років та старших — 85,8 чоловіків також старших 18 років.
Середній дохід на одне домашнє господарство  становив 53 636 доларів США (медіана — 50 893), а середній дохід на одну сім'ю — 55 378 доларів (медіана — 50 750). За межею бідності перебувало 15,4 % осіб, у тому числі 22,8 % дітей у віці до 18 років та 16,1 % осіб у віці 65 років та старших.
Цивільне працевлаштоване населення становило 124 особи. Основні галузі зайнятості: сільське господарство, лісництво, риболовля — 29,0 %, роздрібна торгівля — 12,9 %, фінанси, страхування та нерухомість — 12,9 %.